# (19420) Vivekbuch
(19420) Vivekbuch (1998 FB54) – planetoida z grupy pasa głównego asteroid okrążająca Słońce w ciągu 4,3 lat w średniej odległości 2,64 j.a. Odkryta 20 marca 1998 roku.